# 九州産業大学建築都市工学部
九州産業大学建築都市工学部（きゅうしゅうさんぎょうだいがくけんちくとしこうがくぶ、Faculty of Architecture and Civil Engineering）は、九州産業大学に設置されている建築学と都市工学関連の学部。
建築学科、住居・インテリア学科、都市デザイン工学科（土木工学系）が設置されている。
なお、関連する大学院については、同大学の大学院工学研究科博士前期課程に産業技術デザイン専攻工学専攻土木デザイン分野と建築デザイン分野が、博士後期課程に産業技術デザイン専攻産業技術デザイン分野が開設されており、合わせて紹介する。

## 沿革
- 1963年（昭和38年）昭和35年に開学した九州商科大学を九州産業大学と改称し、工学部を設置
- 1964年（昭和39年）工学部に土木工学科、建築学科増設
- 1973年（昭和48年）大学院工学研究科修士課程開設。土木工学専攻設置
- 1975年（昭和50年）大学院工学研究科に修士課程建築学専攻増設
- 1996年（平成8年）大学院工学研究科に博士課程社会開発・環境システム工学専攻＜昼夜開講制＞増設
- 2004年（平成16年）土木工学科を都市基盤デザイン工学科へ名称変更。修士課程建築学専攻や土木工学専攻を社会開発・環境システム工学専攻博士前期課程に改組
- 2010年（平成22年）工学部に住居・インテリア設計学科を増設
- 2011年（平成23年）大学院工学研究科の各専攻を産業技術デザイン専攻に改組
- 2017年（平成29年）工学部を理工学部と建築都市工学部に改組。建築学科、住居・インテリア設計学科、都市基盤デザイン工学科を順次廃止し建築都市工学部に建築学科、住居・インテリア学科、都市デザイン工学科を開設

## 学部組織
建築都市工学部
- 建築学科
- 住居・インテリア学科
- 都市デザイン工学科

## 大学院
工学研究科
- 産業技術デザイン専攻
  - 建築デザイン分野（博士前期課程）
  - 土木デザイン分野（博士前期課程）
  - 産業技術デザイン分野（博士後期課程）